# NGC 2048
NGC 2048 (również ESO 56-*N166) – mgławica emisyjna znajdująca się w konstelacji Złotej Ryby, w Wielkim Obłoku Magellana. Została odkryta 24 września 1826 roku przez szkockiego astronoma Jamesa Dunlopa.